# Arnaud de la Croix
Arnaud de la Croix, né le 7 septembre 1959 à Etterbeek (province de Brabant), est un éditeur, enseignant et écrivain belge. Il a écrit de nombreux ouvrages autour du Moyen Âge, des ordres chevaleresques qui s'y sont développés et des légendes qui entourent ces derniers. Sa contribution littéraire présente également des essais traitant de la franc-maçonnerie.

## Biographie
Arnaud de la Croix naît le 7 septembre 1959 à Etterbeek,, une commune bruxelloise. Il est philosophe de formation,.
Il est éditeur successivement aux éditions Le Cri, Duculot, Casterman et Le Lombard. De 2010 à 2011, il est directeur éditorial chez Dargaud-Lombard-Dupuis. Arnaud de la Croix est également auteur, en particulier d'ouvrages d'histoire. Ses essais sur la civilisation médiévale font référence. Plusieurs de ses ouvrages sont traduits.
En 2012, il mène une recherche sur le nazisme et la Seconde Guerre mondiale qui aboutit, début 2014, à la parution de l'ouvrage Hitler et la franc-maçonnerie. Celui-ci éclaire l'avant-guerre, remonte aux sources de l'idéologie nazie - grâce à des articles et journaux intimes - abordant aussi la question de la passion des nazis pour l'ésotérisme et les sociétés secrètes. Peu d'historiens se sont penchés sur l'antimaçonnisme que le Troisième Reich vouait à la franc-maçonnerie.
En avril 2014, il participe à la première édition de Masonica, la journée du livre maçonnique de Bruxelles, et annonce sa présence à la seconde édition de la biennale, le 26 avril 2015.

### Enseignement
En 2015, il est enseignant à l'Académie royale des beaux-arts de Bruxelles. Il a également enseigné l’histoire de la bande dessinée à l’École de recherche graphique (ERG), à l’Institut Saint-Luc de Bruxelles.

## Son œuvre

### Fiction
En 1997, Arnaud de la Croix traduit en français A diversity of dragon d'Anne McCaffrey et de Richard Woods.
Il écrit par la suite deux romans, Marie ou la Renaissance en collaboration avec Christian Lutz, aux Éditions Le Cri en 2002, et Outplacement aux éditions Couleur Livres en 2013.

### Bande dessinée
Arnaud de la Croix s'intéresse à la bande dessinée, d'abord comme auteur d'un ouvrage didactique avec Frank Andriat, Pour lire la bande dessinée aux Éditions De Boeck en 1992. L'ouvrage part du constat que la matière n'est pas abordée dans le milieu scolaire, établissant que « l'école n'a pas encore parlé de la bande dessinée. En prétendant le faire, elle ne parle jamais qu'avec la bande dessinée. ». Il collabore également à quelques numéros de la revue Les Cahiers de la bande dessinée dans les années 1980 sous la direction de Thierry Groensteen.
Il écrit également un ouvrage en 2007 sur le personnage de Blueberry de Charlier, Blueberry, une légende de l'Ouest, tour d'horizon des albums, et mise en contexte sur le western, les « influences littéraires et cinématographiques identifiables » ainsi que « l’apport personnel des auteurs à travers des thématiques récurrentes (ambiguïté morale, ruse, dédoublement, travestissement, métissage, quête du père…) »,. De 2017 à 2019, aux côtés d'Hugues Payen, il écrit le triptyque historique Bruxelles. En 2024, il sort La Seconde Guerre mondiale en BD dessinée par Vicente Cifuentes aux éditions Le Lombard. L'année suivante, toujours avec le même dessinateur et pour la même maison d'édition, il conte, avec la collaboration du scénariste Jean-Philippe Thivet, l'histoire de la famille royale belge dans Les Rois des Belges.  

### Histoire
De 1997 à 2015, il publie douze ouvrages d'histoire, notamment aux Éditions du Rocher, Tallandier et Racine. Il s'intéresse à divers sujets, allant du Moyen Âge à l'époque contemporaine, dont l'ésotérisme, la franc-maçonnerie, les sociétés secrètes.
Arnaud de la Croix est l'une des personnalités interviewées par Christophe Chabert pour le film documentaire Aux Sources de Kaamelott réalisé entre 2006 et 2010 pour accompagner l'intégrale « Les six livres » des DVD de la série télévisée Kaamelott d'Alexandre Astier.

## Publications

### Essais historiques
- Sur les routes du Moyen Âge, Éditions du Rocher (1997)
- L’Érotisme au Moyen Âge, Éditions Tallandier (1999)
- Arthur, Merlin et le Graal, un mythe revisité, Éditions du Rocher (2001)
- Les Templiers, au cœur des croisades, Éditions du Rocher (2002)
- L'Ordre du temple et le reniement du Christ, Éditions du Rocher (2004)
- L'Âge des ténèbres : La christianisation de l'Occident, Labor (2006)
- Hildegarde de Bingen : La langue inconnue, Alphée (2008)
- L'École de la nuit : Introduction à la magie noire, Camion noir (2009)
- Hitler et la franc-maçonnerie, Éditions Racine (2013)
- Les Illuminati[3] : La réalité derrière le mythe, Racine (2014)
- Les Templiers, chevaliers du Christ ou hérétiques ?, Éditions Tallandier, 2014  (ISBN 9791021005228)
- La Religion d'Hitler, Racine, coll. « Histoire et ses mystères », 2015  (ISBN 9782873869236)
- Treize Livres maudits[18], Bruxelles, Racine, 2016  (ISBN 9782873869670)
- Degrelle : 1906-1994, Racine (2016)
- Ils admiraient Hitler : 12 portraits de disciples du dictateur, Racine (2017)
- 13 Complots qui ont fait l'histoire, Racine, 2018  (ISBN 9782390250418)
- Himmler et le Graal : la vérité sur l'affaire Otto Rahn, Racine, 2018  (ISBN 9782390250708)
- Le Pacte avec le diable, de saint Augustin à David Bowie, Racine, 2019  (ISBN 9782390251033)
- Nouvelle histoire de Bruxelles, Racine, 2020  (ISBN 9782390251224)
- Hergé occulte, la ligne sombre, préface : Numa Sadoul[19], Camion noir, 2021  (ISBN 978-2-37848-264-0).
- L'Alchimie, histoire et actualité, Jourdan/code 9 (2022)
- Les Templiers, des croisades aux bûchers, Racine, 2022  (ISBN 978-2390252054).
- Esthétique et érotisme nazis[20], Éditions universitaires de l'UMons, coll. « Impertinentes », 2025  (ISBN 9782873257712).

### Essais critiques
- Barthes : Pour une éthique des signes, Éditions De Boeck (1987) ;
- Pour lire la bande dessinée (en collaboration avec Frank Andriat), Éditions De Boeck (1992) ;
- Conversation avec Gabrielle Vincent, Éditions Tandem (2001) - entretiens avec l'autrice-illustratrice belge Gabrielle Vincent, décédée l'année précédente ;
- Blueberry, une légende de l'Ouest, Point Image, 2007  (ISBN 2-930460-08-3).
- Les Prémonitions d'Edgar P. Jacobs[21],[22] in L'Aventure HS4, Éditions du Tiroir, octobre 2024  (ISBN 978-2-931251-14-0).

### Fictions

#### En qualité de traducteur
- Anne McCaffrey et de Richard Woods, Dragons, titre original : A diversity of dragon (1997).

#### En qualité d'auteur
- Marie ou la Renaissance (en collaboration avec Christian Lutz), Éditions Le Cri (2002) ;
- Outplacement, Couleur Livres (2013)  (ISBN 9782870036327).

### Albums de bande dessinée

#### Les Voyages de Jhen
- 17. Les Chemins de Compostelle[23], Casterman, Bruxelles, 13 juin 2018
Scénario : Arnaud de la Croix - Dessin et couleurs : Yves Plateau -  (ISBN 978-2-203-09035-4),Grand format.

#### Bruxelles
- 1. Des Celtes aux Ducs de Bourgogne - De -25 à 1478 après J-C, Petit à petit, coll. « L'histoire dans l'Histoire », Rouen, 6 octobre 2017
Scénario : Hugues Payen, Arnaud de la Croix - Dessin : Chandre, Thomas Balard - Couleurs : Antoine Kompf, François Fleury -  (ISBN 979-10-95670-36-0)
- 2. De Charles Quint à la Révolution brabançonne, Petit à petit, coll. « L'histoire dans l'Histoire », Rouen, 15 octobre 2018
Scénario : Hugues Payen, Arnaud de la Croix - Dessin : Chandre - Couleurs : François Fleury -  (ISBN 979-10-95670-68-1)
- 3. De Waterloo à l'Europe[15], Petit à petit, coll. « L'histoire dans l'Histoire », Rouen, 20 septembre 2019
Scénario : Hugues Payen, Arnaud de la Croix - Dessin : Chandre, Thomas Balard, Théo Dubois d'Enghien, Geoffroy Kestemont - Couleurs : François Fleury, Didier Ray -  (ISBN 979-10-95670-89-6)

#### One shots
- La Franc-maçonnerie dévoilée[24],[25], Le Lombard, Bruxelles, 9 octobre 2020
Scénario : Arnaud de la Croix - Dessin : Philippe Bercovici - Couleurs : Sylvie Sabater -  (ISBN 978-2-8036-7755-9)
- La Véritable Histoire du Moyen Age[26],[27], Le Lombard, Bruxelles, 11 mar 2022
Scénario : Arnaud de la Croix - Dessin : Philippe Bercovici - Couleurs : Sylvie Sabater -  (ISBN 978-2-8082-0348-7)
- La Seconde Guerre mondiale en BD[28], Le Lombard, Bruxelles, 31 mai 2024
Scénario : Arnaud de la Croix - Dessin : Vicente Cifuentes - Couleurs : noir et blanc -  (ISBN 978-2-8082-1245-8)

### Catalogues d'exposition
- Art et innovation dans la bande dessinée européenne[29], Éditions De Buck, Bruxelles, juin 1987
Scénario : collectif  dont Arnaud de la Croix - Dessin : collectif - Couleurs : quadrichromie -  (ISBN 2-87153-004-1),Préface : Jan Hoet. Catalogue de l'exposition éponyme au Musée d'art contemporain de Gand (4 juillet au 6 septembre 1987).

#### Livres
: document utilisé comme source pour la rédaction de cet article.
- Jacques Fiérain, « De la Croix, Arnaud », dans La BD à Bruxelles et en Brabant, Charleroi, Éd. l'Âge d'or, avril 2003, 144 p., ill. ; 31 cm (ISBN 9782960119664 et 2960119665, OCLC 470388171, présentation en ligne), p. 28. .
- Philippe Mellot, Michel Denni, Laurent Turpin et Isabelle Morzadec, Trésors de la bande dessinée : BDM 2025-2026 - Catalogue encyclopédique et Argus, Paris, Les Arènes, novembre 2024, 24e éd., 1839 p., ill. ; 23 cm (ISBN 979-10-37512-61-1, OCLC 1478218824, présentation en ligne), p. 242, 571, 749, 1262, 1579. .

#### Périodiques
- Soraya Ghali, « Hitler : ni Dieu ni maître », Le Vif/L'Express,‎ 16 février 2015 (lire en ligne , consulté le 12 février 2024).
- Arnaud de la Croix (interviewé par Ronan Lancelot), « Entretien avec Arnaud de la Croix : La guerre des guerres », Canal BD, no 155,‎ juin-juillet 2024, p. 25-29 (ISSN 1282-383X, lire en ligne [PDF], consulté le 13 mai 2025).

#### Articles
- Jean-Paul Bombaerts, « Arnaud de la Croix, historien "Un retour de Léon Degrelle aurait empoisonné le climat politique belge" », L'Écho,‎ 24 septembre 2016 (lire en ligne , consulté le 11 juillet 2023)
- Christian Laporte, « Léon Degrelle ou le rexisme en quatre actes », La Libre Belgique,‎ 8 novembre 2016 (lire en ligne , consulté le 11 juillet 2023).
- Dorian de Meeûs, « "Degrelle en Belgique, c’est comme un secret de famille qu’il faut mettre sur la table pour pointer les périls" », La Libre Belgique,‎ 10 décembre 2016 (lire en ligne , consulté le 11 juillet 2023).
- Arnaud de la Croix (interviewé par Ronan Lancelot), « Interview : Entretien avec Arnaud De la Croix », Canal BD Le mag, no 155,‎ juin-juillet 2024, p. 25-29 (lire en ligne [PDF], consulté le 24 janvier 2025).
- Arnaud de la Croix (interviewé par Didier Pasamonik), « Interviews : Arnaud Delacroix : « Edgar-Pierre Jacobs était un voyant, un médium ! » [Podcast] », ActuaBD,‎ 25 septembre 2024 (lire en ligne, consulté le 25 septembre 2024).

### Podcasts
- Les plaisirs sexuels au Moyen Age émission Les Bons plaisirs (1ère partie), sur France culture, 25 juillet 2013, (29 min).
- Les plaisirs sexuels au Moyen Age (deuxième partie) émission Les Bons plaisirs (1ère partie), sur France culture, 26 juillet 2013, (28 min).

### Vidéographie
- Interview chez Filigranes, par Hervé Hasquin sur Vimeo.
- [vidéo] « Ecoutez Arnaud de la Croix au micro de Jean Jauniaux », sur YouTube
- [vidéo] « Hitler et la franc maçonnerie par Arnaud de la Croix », sur YouTube